# چرنگنچین گووونه
چرنگنچین گووونه (به لهستانی:  Czernięcin Główny) یک روستا در لهستان است که در گمینا توروبین واقع شده‌است. چرنگنچین گووونه ۶۳۸ نفر جمعیت دارد.